# Lake Los Angeles
Lake Los Angeles és una concentració de població designada pel cens dels Estats Units a l'estat de Califòrnia. Segons el cens del 2000 tenia 11.523 habitants.

## Demografia
Segons el cens del 2000, Lake Los Angeles tenia 11.523 habitants, 3.137 habitatges, i 2.613 famílies. La densitat de població era de 342 habitants/km².
Dels 3.137 habitatges en un 52,4% hi vivien nens de menys de 18 anys, en un 59,9% hi vivien parelles casades, en un 15,5% dones solteres, i en un 16,7% no eren unitats familiars. En l'11,7% dels habitatges hi vivien persones soles el 2,6% de les quals corresponia a persones de 65 anys o més que vivien soles. El nombre mitjà de persones vivint en cada habitatge era de 3,66 i el nombre mitjà de persones que vivien en cada família era de 3,92.
Per edats la població es repartia de la següent manera: un 39,9% tenia menys de 18 anys, un 7,8% entre 18 i 24, un 27,9% entre 25 i 44, un 18,8% de 45 a 60 i un 5,6% 65 anys o més.
L'edat mediana era de 28 anys. Per cada 100 dones de 18 o més anys hi havia 94,7 homes.
La renda mediana per habitatge era de 38.794 $ i la renda mediana per família de 37.533 $. Els homes tenien una renda mediana de 36.737 $ mentre que les dones 24.917 $. La renda per capita de la població era de 12.209 $. Entorn del 19,7% de les famílies i el 23,1% de la població estaven per davall del llindar de pobresa.

## Poblacions més properes
El següent diagrama mostra les poblacions més properes.